# Ray Traylor
Ray Washington Traylor, Jr. (2 de maio de 1963 – 22 de setembro de 2004) foi um lutador de wrestling profissional estadunidenses, mais conhecido por suas aparições na World Wrestling Entertainment sob o nome de Big Boss Man (por vezes soletrado como Big Bossman) ("Grande Chefão) e na World Championship Wrestling sob diversos nomes, mais notavelmente Big Bubba Rogers. Em 7 de Março de 2016, entrou no Hall Da Fama do WWE Classe de 2016.

## Carreira

### Inicio
Traylor, um agente penitenciário no Condado de Cobb, na Geórgia, estreou em 1985, na World Championship Wrestling de Jim Crockett como um "jobber" (lutador que é sempre derrotado), usando seu nome completo, Raymond Traylor. Vendo potencial em Traylor, o roteirista-chefe Dusty Rhodes o tirou da televisão por 12 semanas, mudando seu personagem para Big Bubba Rogers, um silencioso guarda-costas de Jim Cornette, que, com o Midnight Express, estava em uma rivalidade com James Boys (Rhodes e Magnum T.A. mascarados). Ele, como um vilão, enfrentou Rhodes em diversas lutas, com Dusty desempatando a série de lutas em uma luta Steel Cage, derrotando Rogers.
Em 1987, ele ganhou o UWF World Heavyweight Championship de One Man Gang.

### World Wrestling Federation (1988–1993)
Em 1988, Traylor foi contratado pela World Wrestling Federation (WWF) sob o nome de The Big Bossman, baseado em sua profissão anterior; lutando como um vilão e tendo como manager Slick, Bossman iria algemar seus oponentes às cordas e lhe espancá-los com seu cassetete.
Após derrotar Koko B. Ware no primeiro SummerSlam, em 1988, Bossman atacou Hulk Hogan no segmento "The Brother Love's Show", de Brother Love. Durante sua rivalidade com Hogan, Bossman enfrentou "Macho Man" Randy Savage pelo WWF Championship; também formando uma dupla com Akeem, formando Twin Towers ("Torres Gêmeas"). Como Twin Towers, Bossman e Akeem enfrentaram Hogan e Savage (que haviam formado a dupla The Mega Powers). Durante uma luta contra Akeem e Bossman, Savage traiu Hogan.
As Twin Towers derrotaram The Rockers no WrestleMania V, começando, depois, uma rivalidade com Demolition pelo Tag Team Championship. Isso acontecia enquanto Bossman e Hogan lutavam em uma série de lutas Steel Cages; uma das mais memoráveis foi em 27 de maio de 1989, no Saturday Night's Main Event, onde Hogan realizou um Superplex em Traylor do topo da jaula.
Ele se tornou um mocinho no início de 1990, durante o The Brother Love Show após se recusar a dar para Ted DiBiase seu Million Dollar Championship, já que DiBiase havia pago Slick para recuperá-lo de Jake "The Snake" Roberts. Bossman se recusou a pegar o dinheiro e colocou o título no saco de Roberts, onde estava sua cobra. Após isso, Bossman começou uma rivalidade com seu antigo parceiro Akeem, o derrotando em menos de dois minutos no WrestleMania VI. Ele se uniu a Hogan no Survivor Series, com "Hacksaw" Jim Duggan e Tugboat, derrotando o time de Earthquake.
Em 1991, Bossman começou uma rivalidade com Bobby Heenan e a Heenan Family após Heenan começar a insultar a mãe de Bossman, que passou a derrotar os lutadores de Heenan, como The Barbarian no Royal Rumble e Mr. Perfect por desqualificação no WrestleMania VII pelo Intercontinental Championship; na última luta aconteceu o retorno de Andre the Giant. Later in 1991, Bossman defeated The Mountie in a Jailhouse match at SummerSlam; the stipulation had it that the loser would (kayfabe) "spend a night in jail." After the feud with the Mountie, Bossman had a short feud with Irwin R. Schyster.
Em 1992, Bossman se tornou rival de Nailz, que tinha o personagem de um ex-prisioneiro. Em vídeos exibidos antes de sua estreia, Nailz afirmou ter sido espancado por Bossman durante sua prisão e lhe advertiu que iria se vingar. Em uma gravação em 30 de maio, Nailz atacou Bossman no ringue, o algemando à corda e lhe espancando com o porrete. Os dois lutaram diversas vezes na primeira metade de 1992. No Survivor Series, Bossman derrotou Nailz em uma luta onde o porrete estava em um mastro. Bossman perdeu sua última luta em pay-per-view para Bam Bam Bigelow no Royal Rumble de 1993, antes de deixar a WWF em março.

### World Championship Wrestling (1993–1998)
Após deixar a WWF em 1993, Traylor lutou por um curto período de tempo na All Japan Pro Wrestling, onde formou duplas com Stan Hansen e "Dr. Death" Steve Williams, antes de retornar aos Estados Unidos para lutar para a World Championship Wrestling. Ele estreou na companhia no WCW Saturday Night em dezembro, derrotando o Campeão Internacional Rick Rude. Ele recebeu uma luta pelo título no Starrcade, sendo derrotado. Traylor era originalmente como The Boss ("O Chefe"), mas por problemas legais com a WWF, teve que ter seu personagem mudado para Guardian Angel. Ele enfrentou Big Van Vader pela maior parte de 1994, se tornando um vilão novamente, com seu personagem Big Bubba Rogers. Ele derrotou Sting no Uncensored em março de 1995. Big Bubba se uniu à facção Dungeon of Doom, antes de se unir à nWo. Um problema em seu contrato, no entanto, lhe forçou a deixar a nWo, se tornando novamente um mocinho e lutando sob o nome de Ray Traylor, com Ted DiBiase como seu manager. Ele frequentemente enfrentou os Steiner Brothers durante esse período. Ele começou uma rivalidade com a nWo, derrotando diversos membros como Scott Hall, Curt Hennig e Vincent.

### Retorno a WWF/E (1998–2003)

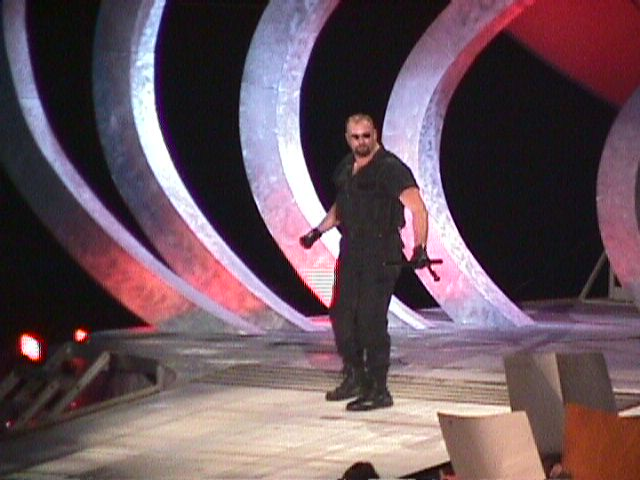
Big Bossman no palco do SmackDown! em 1999.

Eventualmente, Traylor retornou a WWF em 12 de outubro de 1998, no Raw is War, novamente interpretando o personagem "Big Bossman". No entanto, o personagem foi mudado de um guarda para um segurança valentão, fazendo qualquer coisa por um preço. Ele passou, também, a vestir uma roupa ao estilo da SWAT. Ele se tornou segurança pessoal da The Corporation, um grupo de lutadores controlados pelo dono da WWF, Vince McMahon, para combater Stone Cold Steve Austin e D-Generation X. Durante esse tempo, Bossman ganhou o Tag Team Championship com Ken Shamrock e o Hardcore Championship em quatro ocasiões. Ele também competiu no WrestleMania XV, sendo derrotado por The Undertaker em uma luta Hell in a Cell.
A maioria de suas lutas na divisão hardcore foram contra Al Snow. No SummerSlam de 1999, Snow e Bossman se enfrentaram em uma luta que ocorreu fora do ringue, na rua e em um bar. Antes da luta, Snow teria colocado seu cão Pepper em um carregador. Durante o combate, Bossman usou o carregador para atacar Snow. No ar, o comentarista Jim Ross se desculpou, dizendo que o cão, na realidade, não estava dentro da caixa durante o ataque.
Duas semanas depois, Pepper, na história, foi morto por Bossman, que enganou Snow, o fazendo comer seu cão. A história acabou em uma luta Kennel from Hell no Unforgiven, uma luta onde cães-de-guarda aguardavam do lado de fora da cela. Snow venceu a luta.
Bossman começou uma rivalidade com The Big Show pelo WWF Championship, com Bossman aparecendo no (falso) funeral do pai de Show e roubando o caixão. Bossman se tornou o desafiante pelo WWF Championship em 15 de novembro de 1999, no Raw.
Bossman participou da luta Royal Rumble de 2000, eliminando Rikishi (com a ajuda de outros cinco lutadores), Chyna e Faarooq antes de ser eliminado por The Rock. No Sunday Night Heat de 19 de março, ele apresentou Bull Buchanan como seu discípulo. Juntos, os dois derrotaram The Godfather e D'Lo Brown no WrestleMania 2000 e a Acolytes Protection Agency no Backlash. No entanto, os dois se separariam no Raw is War de 5 de junho, após perder para os Hardy Boyz, discutindo. Bossman, então, usou seu porrete para nocautear Buchanan.
No verão de 2000, Bossman desapareceu dos programas principais, lutando normalmente no Jakked e Heat, em uma rivalidade com Crash Holly. Quando Traylor retornou de uma lesão em 2001, se tornou parceiro de Booker T, sendo apenas chamado de Boss Man, mas os dois se separaram em janeiro de 2002, com Boss Man voltando a lutar no Jakked e Heat. Em abril, ele formou uma dupla com Mr. Perfect após os dois serem transferidos para o Raw. Em maio de 2002, Traylor foi derrotado por Tommy Dreamer em sua última luta na companhia, sendo mandado para a Ohio Valley Wrestling para treinar jovens lutadores. Foi demitido da WWE em 2003.

### Pós-WWE
Após sua demissão, Traylor lutou em um torneio pelo título da International Wrestling Association of Japan. Ele, no entanto, foi derrotado na final por Jim Duggan. A última luta de sua vida - uma semana antes de sua morte - foi contra The Tonga Kid.

## Morte
Traylor faleceu após sofrer um ataque cardíaco em sua casa em Acworth, na Geórgia, em 22 de setembro de 2004, enquanto recebia uma visita de sua irmã.

## No wrestling
- Movimentos de finalização
  - Boss Man Slam (WWF/E) / Traylor Trash[4] (WCW) (Spinning side slam, as vezes usando um braço)
- Movimentos secundários
  - Backbreaker
  - Big boot[5]
  - Body avalanche[5]
  - Sidewalk slam
  - Spinebuster
    - Water-wheel Slam (double leg slam)
      - Uppercut
- Managers
  - Jim Cornette[6]
  - Slick[7]
  - Ted DiBiase
- Temas de entrada
  - "Head of Security" por Jim Johnston[8] (WWF/E)

## Títulos e prêmios
- Pro Wrestling Illustrated
  - PWI o colocou na #23ª posição dos 500 melhores lutadores individuais em 1992[9]
  - PWI o colocou na #138ª posição dos 500 melhores lutadores individuais do "PWI Years" em 2003[10]
- Universal Wrestling Federation
  - UWF Heavyweight Championship (1 vez)[11]
- World Wrestling Federation/Entertainment
  - WWF Tag Team Championship (1 vez) – com Ken Shamrock[12]
  - WWF Hardcore Championship (4 vezes)[13]
  - Hall of Fame - Classe 2016
- Wrestling Observer Newsletter
  - Maior Melhora (1987)
  - Pior Rivalidade do Ano (1996) vs. John Tenta
  - Pior Rivalidade do Ano (1999) vs. The Big Show
  - Pior Luta do Ano (1999) vs. Al Snow no Unforgiven